# 1823年大彗星
1823年大彗星（Great Comet of 1823），正式命名為C/1823 Y1，是一顆異常明亮且易見的大彗星。

## 發現歷史
Nell de Bréauté於1823年12月29日在迪耶普獨立發現彗星，尚-路易斯·龐士於12月30日上午獨立發現彗星，威廉·馮·比拉（Wilhelm von Biela）於同日早上在布拉格獨立發現彗星。當彗星被發現時，已經是肉眼可見的。龐斯最初以為看到的是山上煙囪冒出的煙霧，但當他發現煙霧外觀沒有改變時，他決定繼續觀察。令人費解的是，他後來注意到，用肉眼比透過望遠鏡更容易看到這顆彗星。
這顆彗星在當時特別出名，因為它有兩條尾巴，一條遠離太陽，另一條（卡爾·路德維希·哈丁和海因里希·歐伯斯稱為「異常尾巴」）指向太陽。
卡羅琳·赫歇爾記錄下1824年1月31日對彗星的觀測，為觀測紀錄中的最後一項。
1824年4月1日，尚-路易斯·龐士是最後一位觀測到彗星的天文學家。